# Hypnum cariosum
Hypnum cariosum är en bladmossart som beskrevs av Roy in Austin 1878. Hypnum cariosum ingår i släktet flätmossor, och familjen Hypnaceae. Inga underarter finns listade i Catalogue of Life.